# Сейєд Баґер
Сейєд Баґер (перс. سيدباقر) — село в Ірані, остані Хузестан, шахрестані Шуш, бахші Шавур, дехестані Шавур. За даними перепису 2006 року, його населення становило 735 осіб, що проживали у складі 124 сімей.